# آنجلو کربن
آنجلو کربن (انگلیسی: Angelo Carbone؛ زادهٔ ۲۳ مارس ۱۹۶۸) بازیکن فوتبال اهل ایتالیا است.
از باشگاه‌هایی که در آن بازی کرده‌است می‌توان به باشگاه فوتبال فیورنتینا، باشگاه فوتبال ارورا پرو پاتریا ۱۹۱۹، باشگاه فوتبال پیاچنزا، باشگاه فوتبال باری، باشگاه فوتبال پیستویزه، باشگاه فوتبال رجانا، باشگاه فوتبال آتالانتا، باشگاه فوتبال آ.ث. میلان، باشگاه فوتبال ناپولی، و باشگاه فوتبال ترنانا اشاره کرد.